# جون بي جونز
جون بي جونز (بالإنجليزية: John P. Jones)‏ (و. 1829 – 1912 م) هو سياسي، وشخصية أعمال أمريكي، ولد في هيرفوردشير، كان عضوًا في الحزب الجمهوري، توفي في لوس أنجلوس، عن عمر يناهز 83 عاماً.

## مناصب
تولى منصب عضو مجلس الشيوخ الأمريكي ‏
- عضو مجلس ولاية كاليفورنيا  [لغات أخرى]‏

.

## روابط خارجية
- جون بي جونز على موقع إن إن دي بي (الإنجليزية)